# 国民経済諮問会議
国民経済諮問会議（こくみんけいざいしもんかいぎ、National Economic Advisory Council）は大韓民国憲法第93条
に基づき制定された国民経済諮問会議法によって1999年11月20日に設立された大統領直属の諮問機関かつ憲法機関。

## 役割
国民経済の発展のための戦略と主要政策の方向樹立、国民の福祉増進・均衡発展のための制度改善と政策樹立、内外の経済的懸案・課題に対する政策樹立に関して大統領の諮問に応じることを任務とする。

## 沿革
- 1987年10月29日 - 第9次憲法改正により国民経済諮問会議の設置が可能となる。
- 1999年8月31日 - 国民経済諮問会議の設置を骨子にする国民経済諮問会議法制定。
- 1999年11月20日 - 大統領諮問機関・国民経済諮問会議発足。
- 2001年1月26日 - 国民経済諮問会議法を改正。委員のうち当然職委員を7人（国務総理・財政経済部長官・産業資源部長官・労働部長官・企画予算処長官・大統領秘書室経済首席秘書官・韓国銀行総裁）から2人（財政経済部長官・大統領秘書室経済首席秘書官）、委嘱委員を10人以内から30人以内へと変更し、新たに副議長（1人）を設ける。
- 2003年5月27日 - 国民経済諮問会議法を改正。委員のうち当然職委員を2人から5人以内（財政経済部長官・大統領室の経済業務を補佐する政務職の補佐官・企画予算処長官・大統領秘書室長・大統領政策室長）に変更。
- 2008年2月29日 - 国民経済諮問会議法を改正。事務処を廃止。

## 組職
諮問会議は議長1人、副議長1人、当然職委員5人以内、委嘱委員30人以内、指名委員で構成される。このうち議長は大統領が務め、当然職委員は企画財政部長官、大統領室の経済業務を補佐する秘書官、金融委員長、大統領室長が任命される。委嘱委員は国民経済に関する学識と経験が豊富な者の中より、大統領が任期1年で委嘱し、このうち1人が副議長になる。指名委員は諮問会議に上程された議案と関連して、その会議ごとに大統領が指名する。当然職委員・委嘱委員は専門知識によってそれぞれ分野別会議であるマクロ経済会議、産業・通商会議、福祉・労動・環境会議、外国経済人会議、経済政策協議会、金融ハブ会議、物流経済自由区域会議、対外経済委員会、不動産政策会議の委員に委嘱される。但し経済政策協議会は当然職委員のみで構成される。また分野別会議には専門家よりなる支援班を置いている。
諮問会議運営支援などの事務を処理するために、大統領室の経済業務を補佐する秘書官（政務職）がなる幹事委員1人を置いている。